# Калково (квартал)
Вижте пояснителната страница за други значения на Калково.
Калково е квартал на град Търговище, България. Разположен е на около от 1 километър югоизточно от Търговище, на пътя за Велики Преслав. Населението на квартала е над 200 души.

## История
През 1954 година, при строителството на язовир Искър край столицата, жителите на няколко села в района са били изселени, а имотите им отчуждени. В квартала се заселват 40 семейства от софийското с. Калково, където са построени къщи за тях, но не са узаконени.